# Leucocarbo stewarti
Il cormorano di Foveaux (Leucocarbo stewarti Ogilvie-Grant, 1898) è un uccello appartenente alla famiglia dei Falacrocoracidi diffuso nell'isola Stewart e lungo le coste meridionali dell'Isola del Sud della Nuova Zelanda.